# Katastralgemeinde Straßburg Stadt
Die Katastralgemeinde Straßburg Stadt ist eine von drei Katastralgemeinden der Gemeinde Straßburg im Bezirk St. Veit an der Glan in Kärnten, Österreich. Sie hat eine Fläche von 401,18 ha, somit nur rund ein Fünfundzwanzigstel der Fläche der Stadtgemeinde Straßburg. Am 1. Jänner 2024 lebten in der Katastralgemeinde 1187 Personen oder drei Fünftel der Einwohner der Stadtgemeinde Straßburg.
Die Katastralgemeinde gehört zum Sprengel des Vermessungsamtes Klagenfurt.

## Lage
Die Katastralgemeinde Straßburg Stadt umfasst den zentralen Siedlungsbereich der Gemeinde Straßburg, im Westen des Bezirks Sankt Veit an der Glan, im Gurktal. Die Katastralgemeinde grenzt im Süden, Westen und Norden an die Katastralgemeinde Straßburg Land, im Osten an die Katastralgemeinde St. Georgen.

## Ortschaften
Auf dem Gebiet der Katastralgemeinde Straßburg Stadt liegen der Gemeindehauptort Straßburg-Stadt (mit Ausnahme des Hofs Süßmann, Geyerweg), die Ortschaften Herd und Lieding sowie kleine Teile der Ortschaften Schattseite (der Bereich um die Filialkirche St. Stefan) und Mellach (Nr. 1 Strohmeier). Am 1. April 2020 umfasste die Katastralgemeinde 340 Adressen.

## Vermessungsamt-Sprengel
Die Katastralgemeinde Straßburg Stadt gehört seit 1. Jänner 1998 zum Sprengel des Vermessungsamtes Klagenfurt. Davor war sie Teil des Sprengels des Vermessungsamtes St. Veit an der Glan.

## Geschichte
Ende des 18. Jahrhunderts wurden die Kärntner Steuergemeinden (später: Katastralgemeinden) gebildet und Steuerbezirken zugeordnet. Die Steuergemeinde Straßburg Stadt wurde Teil des Steuerbezirks Straßburg.
Im Zuge der Reformen nach der Revolution 1848/49 wurden in Kärnten die Steuerbezirke aufgelöst und Ortsgemeinden bzw. politische Gemeinden gebildet, die jeweils das Gebiet einer oder mehrerer Steuergemeinden umfassten. Aus den Katastralgemeinden Straßburg Stadt, Straßburg Land und St. Georgen in ihrer damaligen Größe wurde die politische Gemeinde Straßburg errichtet.
Die Größe der Katastralgemeinde Straßburg Stadt wurde 1854 mit 697 Österreichischen Joch und 509 Klaftern (ca. 401 ha, entsprach also bereits der heutigen Ausdehnung) angegeben; damals lebten 649 Personen auf dem Gebiet der Katastralgemeinde.
Die Katastralgemeinde Straßburg Stadt gehörte ab 1850 zum politischen Bezirk Sankt Veit an der Glan und zum Gerichtsbezirk Gurk. 1854 bis 1868 gehörte sie zum Gemischten Bezirk Gurk. Seit der Reform 1868 ist sie wieder Teil des politischen Bezirks Sankt Veit an der Glan, zunächst als Teil des Gerichtsbezirks Gurk, seit 1978 als Teil des Gerichtsbezirks St. Veit an der Glan.